# Il lupo dei mari (film 1941)
Il lupo dei mari (The Sea Wolf) è un film del 1941, diretto da Michael Curtiz.

## Trama
1900. Ruth, una giovane donna fuggita dal carcere di San Francisco, tenta di nascondersi clandestina su un piroscafo e quando vede degli agenti sulle sue tracce, implora un giovane passeggero di aiutarla, dicendo che ella è la sua donna, ma Humphrey, il nome del giovane, la tradisce facendola arrestare. Nel mentre il piroscafo, a causa della densa nebbia, entra in collisione con un'altra nave e nel trambusto che segue Ruth, per evitare l'arresto, si getta senza esitazione in mare, preferendo morire anziché tornare in prigione. 
In mare Ruth e Humphrey, si ritrovano insieme su un relitto galleggiante quali naufraghi scampati all'annegamento. Nella nebbia appare sinistra la sagoma di un veliero, è il Ghost, il cui capitano è il dispotico e nevrotico Wolf Larsen. Alle grida di aiuto i due vengono issati a bordo.
Wolf esercita un'autorità implacabile sull'equipaggio, che soggioga con il terrore per sfogare ed imporre le sue frustrazioni e ambizioni, ma è preda dei suoi stessi demoni.
A bordo si trova anche, appena imbarcato per sfuggire ad un arresto, il borseggiatore George Leach.
Ruth, gravemente debilitata, viene salvata dal medico di bordo, il vecchio dottor Louis J. Prescott, con una trasfusione, il cui sangue viene donato da George, il quale, a poco a poco, si innamora della ragazza.
Nel frattempo il capitano gradisce la compagnia di Humphrey, che è uno scrittore di discreto successo e che sta scrivendo segretamente un romanzo sulla figura di Wolf. Questi ne rimane lusingato, pensando che il giovane sia affascinato dalla sua personalità. Wolf soffre spesso di atroci mal di testa che gli procurano una temporanea cecità e si fa giurare da Humphrey di non rivelare tale fatto a nessuno dell'equipaggio.
La situazione precipita quando il dottor Prescott, stanco delle angherie del comandante e degli sberleffi della stessa ciurma nei suoi confronti, sale sull'albero di maestra e si suicida gettandosi sul ponte. George a quel punto tenta un ammutinamento, ma il capitano Wolf, pur gettato in mare, riesce a risalire a bordo riprendendo il comando della nave, e conscio del suo stato e del fatto che senza gli ammutinati non potrebbe governare il veliero, si mostra benevolo verso di essi. George, non fidandosi però dello spietato capitano, di notte riesce a fuggire con una scialuppa di bordo insieme a Ruth, Humphrey e un fido marinaio.
Subito dopo il Ghost viene intercettato dalla motonave da guerra del fratello del capitano, suo acerrimo nemico. Il veliero viene colpito da una cannonata, ma dileguandosi nella fitta nebbia riesce a sfuggire, pur iniziando ad imbarcare acqua.
Nel mentre i fuggiaschi, ormai stremati dalla navigazione e dalla mancanza di acqua (Wolf aveva scoperto il loro piano di fuga e aveva fatto riempire le botti di acqua della scialuppa con aceto), si imbattono nuovamente nel Ghost ormai alla deriva, semiaffondato e abbandonato dall'equipaggio. George sale quindi a bordo per fare provviste di cibo e acqua, ma viene rinchiuso nella cambusa da Wolf, l'unico rimasto a bordo, semi cieco e in preda ai suoi deliri.
Sarà Humphrey con uno stratagemma a sacrificare la sua vita per salvare quella di Ruth e George, affondando con il capitano.

## Produzione
Il film fu prodotto dalla Warner Bros. Pictures.

## Distribuzione
Distribuito dalla Warner Bros. Pictures, il film uscì nelle sale cinematografiche USA il 21 marzo 1941. Ne venne curata una riedizione USA che fu distribuita il 26 aprile 1947. In Italia, presentato con il titolo Il lupo dei mari, uscì il 3 gennaio 1948.

### Critica e Recensioni
Romanzo filosofico di Jack London su sadici famigerati che è stato più volte adattato per lo schermo. Grazie all'eccellente cast e al lavoro della macchina fotografica di Sol Polito la versione di Michael Curtiz viene considerata uno dei migliori adattamenti di sempre. Il film ricevette una nomination all'Oscar per gli effetti speciali .

### DVD
Il film è disponibile su DVD etichetta Golem Video 2013 - ASIN: B00FL7OGVG